# Шмайда Михайло
Шмайда Михайло (2 листопада 1920, Красний Брід — 30 квітня 2017, Братислава) — український письменник, фольклорист, публіцист, громадський діяч.

## З біографії
Народився 2 листопада 1920 року у селі Красний Брід Меджилабірського округу (Словаччина). Початкову освіту здобув у рідному селі, потім 7 класів закінчив у Меджилабірцях. Самостійно займався вивченням рідного краю. Працював у Музеї української культури в Красному Броді. Друкувався з 1948 р. в журналах «Дружно вперед», «Дукля». Вивчав і записував фольклор лемків.

## Творчість
Автор трилогії «Лемки» (1965),
роману «Тріщать криги» (1958),
повісті «Паразити» (1953), збірки
оповідань «В'язка ключів» (1956),
праці «З народної пам'яті» (Пряшів, 1969), багатьох статей.

## Джерело
- Шмайда був, є і буде!
- Петро Медвідь. Писатель Михайло Шмайда днесь дожывать ся 95 років [Архівовано 11 травня 2016 у Wayback Machine.] // lem.fm, 2 листопада 2015

1. 1 2  Evidence zájmových osob StB
2. 1 2 3 4 5  Чеська національна авторитетна база даних